# Cäsar Klose
Cäsar Klose (* 1813 in Leobschütz; † 2. November 1879) war ein deutscher Richter und Parlamentarier.

## Leben
Klose studierte ab 1831 Rechtswissenschaft an der Schlesischen Friedrich-Wilhelms-Universität. Zu Beginn des Studiums wurde er Mitglied des Corps Borussia Breslau. Nach Abschluss des Studiums schlug er die Richterlaufbahn ein. Er war Kreisrichter in Neustadt O.S. Später wurde er Kreisrichter und in der Folge Kreisgerichtsrat in Oberglogau. Zuletzt war er Kreisgerichtsrat in Ottmachau, Landkreis Grottkau und Oberschlesien.
Von 1850 bis 1862 saß Klose im Preußischen Abgeordnetenhaus, 1850–1852 als Abgeordneter des Wahlkreises Oppeln 3, von 1852 bis 1861 als Abgeordneter des Wahlkreises Oppeln 8 und 1861/62 Als Abgeordneter des Wahlkreises Oppeln 9. Von 1850 bis 1858 gehörte er der Fraktion der Linken an, 1859–1861 der Fraktion von Vincke und zuletzt 1862 der Fraktion der Rechten bzw. Grabow.

## Schriften
- Die Preußische Konkursordnung vom 8. Mai 1855 ..., 1855